# Catabena candida
Catabena candida là một loài bướm đêm trong họ Noctuidae.